# カジノドライヴ
カジノドライヴ (Casino Drive) は、日本中央競馬会に登録されていたアメリカ産の競走馬であり、種牡馬である。
半兄にベルモントステークス勝馬のジャジル、半姉に同じくベルモントステークスとケンタッキーオークス勝馬のラグズトゥリッチズがいる。馬名は一攫千金の旅という意味。

## 経歴

### 競走馬デビュー前
2006年のキーンランドセプテンバーセールで多田信尊に95万ドル（約1億450万円）で落札されて日本に輸入された。
その後ファンタストクラブで育成され、2007年の春先に美浦トレーニングセンターの藤沢和雄厩舎に入厩。夏競馬でのデビューを予定していたが、6月に調教のため騎乗した青木芳之を振り払って放馬。その際に馬がつまずいた結果フレグモーネを発症し放牧に出され、デビューが遅れた。

### 3歳

#### 新馬戦からベルモントステークス挑戦まで
夏に発症したフレグモーネが治癒し、1月に帰厩。新馬戦を2回除外され、その度に鞍上予定が変わるなど順調さを欠いたものの、3回目の登録となった2月23日に京都競馬場で行われた3歳新馬戦に武豊騎乗でデビューし、2着に2.3秒の大差をつけて初勝利を挙げた。
デビュー後は血統背景・新馬戦での勝ちっぷりが話題となり、半兄・ジャジル、半姉・ラグズトゥリッチズに続くベルモントステークス制覇を期待する声もあり動向が注目されていた。オーナーの山本英俊、調教師の藤沢和雄もベルモントステークス挑戦の意向を示し、4月14日にアメリカ遠征を行うことを正式に発表。同じ藤沢厩舎所属・山本オーナー所有の僚馬シャンパンスコール、スパークキャンドルの2頭を帯同馬として引き連れ、4月30日に渡米した。
渡米後は、JRAに海外出張届を提出し調教のために帯同した騎手の青木芳之らの手によって、ステップレースとなるピーターパンステークスへ向け調整された。鞍上にはデビュー戦に引き続き武豊が予定されていたが、斤量の問題により騎乗できず、藤沢厩舎と馬主に縁のあるケント・デザーモに変更された。そして迎えた遠征初戦、5月10日のピーターパンステークスでは1番人気に支持され、2着に5馬身3/4差をつけて圧勝した。この勝利は日本調教馬によるアメリカダート重賞においての初勝利となった。また、騎乗したデザーモは当馬の実力に感激し、本番のベルモントステークスではケンタッキーダービーを無敗で制したビッグブラウンへの騎乗予定があるにもかかわらず、「プリークネスステークスが終わるまで鞍上予定を空けて待っていてほしい」と調教師の藤沢に頼み込んだという。
ピーターパンステークス優勝後に姉のラグズトゥリッチズを所有していたデリック・スミスとマイケル・テイバーが山本英俊に金銭トレードを打診していた事が5月15日に明らかになった。移籍金は1500万ドル（約15億円）となっていたが山本英俊は即座にこの申し入れを断っている。
山本オーナーの発案でピーターパンステークスの賞金はアメリカの養護施設へ寄付された。
ピーターパンステークスの1週間後に行われたプリークネスステークスでは、デザーモが騎乗するビッグブラウンが優勝し2冠を達成（この時点でベルモントステークスでの当馬へのデザーモの騎乗はなくなる）。シアトルスルー以来31年ぶりの無敗の3冠を狙うビッグブラウンと、2頭の兄姉に続く3連覇を目指す当馬の対決が米国内で大きな注目を集めた。オーナーの山本は米国内での当馬への期待を考慮し、ベルモントステークスでの鞍上を当初予定の武豊から変更しアメリカの騎手に依頼することを5月18日に発表。その後の協議の結果エドガー・プラードを鞍上に迎えることが5月29日に決まった。しかし、騎手が決定し本番へ向けて順調に調教をこなしていた矢先、ベルモントステークス前日の6月6日に左後脚に挫石を発症。陣営は出否の決断をレース当日まで持ち越して治療を行ったものの、当日早朝に大事をとって出走を取り消した。
その後6月11日に帯同馬らと共に帰国し、競馬学校で検疫を受けた後はファンタストクラブに放牧へ出され休養に入った。

#### BCクラシック、JCダート出走
休養を終えて8月16日に一旦函館競馬場に入厩し、8月22日に美浦トレーニングセンターへ帰厩した。当初は9月上旬にブリーダーズカップクラシック出走へ向けて渡米する予定だったが、挫石の影響のため調整が遅れ、渡米日程を変更。9月24日から9月30日までミホ分場で輸出検疫を行い、検疫後の9月30日には、ブリーダーズカップクラシックとそのステップレース両方にビクター・エスピノーザが騎乗することが発表された。
そして10月1日に帯同馬のシャンパンスコールとともに成田空港を出発し、約11時間後にロサンゼルス国際空港に到着。到着後はハリウッドパーク競馬場で検疫を受けた。検疫後の10月12日にピーターパンステークス以来の実戦となったサンタアニタ競馬場で行われた条件戦に出走し、単勝1.4倍の1番人気の支持に応え勝利した。
その条件戦から中1週で臨んだブリーダーズカップクラシックでは、好スタートからハナに立つも最終コーナーから徐々に後退し最下位に敗れた。
レース後は当初11月2日に帰国予定だったが、帯同馬のシャンパンスコールが11月5日に一般競走に出走したため帰国を延期し11月10日に帰国。帰国後は競馬学校で5日間の輸入検疫を受け、その後阪神競馬場に移動し3週間の着地検査を受けることになった。阪神競馬場での検疫が決まったことで、陣営はジャパンカップダートに出走登録を行った。ジャパンカップダート登録前時点で当馬は重賞馬ながら中央競馬では1600万下クラスの条件馬であり、出走登録した日本馬38頭の賞金順では最下位であったが、当年からレーティング上位5頭に優先出走権が与えられることにより、当馬のレーティング113ポンドは4位にランクインし出走権を獲得した。同時に鞍上は安藤勝己に乗り替わることも11月24日に発表された。
ヴァーミリアン、サクセスブロッケンに次ぐ3番人気に支持されたジャパンカップダートでは、道中好位を進み楽な手ごたえで直線に入るも、伸びきれず6着に敗れた。

### 4歳・5歳

#### フェブラリーS、ドバイWC出走
2009年、明け4歳となったカジノドライヴは、前述の通り1600万円以下条件にクラス分けされていた為、1月24日のアレキサンドライトステークス（1600万円以下条件）に引き続き安藤勝己が騎乗して出走した。レースでは最終直線であっさりと抜け出して勝利し日本国内ではデビュー戦以来の2勝目を挙げ、オープン馬となった。
レース後の1月27日にミホ分場に短期放牧に出されて2月10日に帰厩し、2月13日にドバイワールドカップへ選出を受諾し、出走馬決定順で17番目の次点だったためフェブラリーステークスに出走せずに同競走へ直行する予定であった。しかしダイワスカーレットの引退とロールオブザダイスの回避によりフェブラリーステークスに出走可能となったため、当初の予定を変更して出走することになった。前走で騎乗した安藤勝己は当初ダイワスカーレットに騎乗する予定であったためミルコ・デムーロに依頼するが、ダイワスカーレットが回避することになったため、引き続き安藤勝己と共に挑むことになった。迎えた2月22日のレースでは手ごたえ良く先頭へ躍り出るも、外側からサクセスブロッケンに交わされて2着と惜敗した。
フェブラリーステークス後の2月24日に再びミホ分場に移動して6日間の輸出検疫を受けて、当初は帯同馬無しでドバイに遠征する予定であったが、関西馬のバンブーエールがドバイゴールデンシャヒーンに選出されたため、共に美浦トレーニングセンターで検疫を受け3月16日の成田空港発のチャーター便で出国した。ドバイワールドカップでの鞍上は当初ピーターパンステークスで騎乗したケント・デザーモに騎乗を打診したが当日はフロリダダービーに騎乗するために断られ、オーナーの希望により引き続き安藤勝己で挑むことになった。そして迎えた3月28日のドバイワールドカップでは8着という結果に終わり、レース後の4月2日に同じくドバイ遠征を行っていたウオッカとバンブーエールと共に関西国際空港に帰国し、検疫のために三木ホースランドパークに入厩した。しかし、その後左前脚に重度の屈腱炎を発症していることが発覚。5月1日にJRA競走馬総合研究所常磐支所へ移動し、幹細胞移植の手術を受けることになった。

### 6歳
2011年3月6日の仁川ステークスで1年11カ月ぶりに実戦復帰。道中絶好の手応えで2番手を追走し直線入口で先頭に立ったが失速し9着に敗れた。5月1日のアハルテケステークスでは好位追走から3〜4コーナーで逃げるトーホウオルビスに馬なりのまま並び掛けたが後方待機していたブライトアイザックにかわされて3着。5月29日のつばさ賞では1番人気に支持され、道中好位追走も直線で伸びず8着に終わった。この競走を最後に競走馬を引退。社台スタリオンステーションで種牡馬入りすることになった。

## 競走成績
| 年月日 | 年月日 | 年月日 | 競馬場       | 競走名              | 格       | 頭 数 | 枠 番 | 馬 番 | オッズ （人気） | オッズ （人気） | 着順 | 騎手           | 斤量 [kg] | 距離（馬場）  | タイム （上り3F） | タイム 差 | 勝ち馬/（2着馬）     |
| 2008.  | 2.     | 23     | 京都         | 3歳新馬             |          | 13    | 6     | 8     | 1.2             | （1人）         | 01着 | 武豊           | 56        | ダ1800m（良） | 1:54.4 (37.1)     | -2.3      | （コパノアコチャン） |
|        | 5.     | 10     | ベルモント   | ピーターパンS       | G2       | 9     |       | 1     | 4.5             | （1人）         | 01着 | K.デザーモ     | 52.6      | ダ9F（重）    | 1:47.9（計不）    | -1.0      | (Mint Lane)          |
|        | 10.    | 12     | サンタアニタ | 条件戦              |          | 7     |       | 2     | 1.4             | （1人）         | 01着 | V.エスピノーザ | 52.6      | AW8.5F（良）  | 1:42.1（計不）    | -0.2      | (Dakota Phone)       |
|        | 10.    | 25     | サンタアニタ | BCクラシック        | G1       | 12    |       | 2     |                 | （4人）         | 12着 | V.エスピノーザ | 55        | AW10F（良）   | 2:02.5（計不）    | 3.2       | Raven's Pass         |
|        | 12.    | 7      | 阪神         | ジャパンCダート     | GI       | 15    | 6     | 11    | 7.1             | （3人）         | 06着 | 安藤勝己       | 56        | ダ1800m（良） | 1:49.7 (36.9)     | 0.5       | カネヒキリ           |
| 2009.  | 1.     | 24     | 中山         | アレキサンドライトS | 1600万下 | 11    | 8     | 10    | 1.2             | （1人）         | 01着 | 安藤勝己       | 56        | ダ1800m（不） | 1:49.9 (35.3)     | -0.6      | （ダイワルビア）     |
|        | 2.     | 22     | 東京         | フェブラリーS       | GI       | 16    | 7     | 14    | 5.0             | （3人）         | 02着 | 安藤勝己       | 57        | ダ1600m（稍） | 1:34.6 (35.6)     | 0.0       | サクセスブロッケン   |
|        | 3.     | 28     | ナドアルシバ | ドバイワールドC     | G1       | 14    |       | 8     |                 |                 | 08着 | 安藤勝己       | 57        | ダ2000m（良） | 2:05.5（計不）    | 4.4       | Well Armed           |
| 2011.  | 3.     | 6      | 阪神         | 仁川S               | OP       | 14    | 7     | 11    | 4.0             | （2人）         | 09着 | 藤田伸二       | 55        | ダ2000m（良） | 2:05.6 (39.0)     | 1.9       | ワンダーアキュート   |
|        | 5.     | 1      | 東京         | アハルテケS         | OP       | 16    | 4     | 8     | 4.1             | （2人）         | 03着 | 安藤勝己       | 55        | ダ1400m（良） | 1:24.3 (36.2)     | 0.4       | ブライトアイザック   |
|        | 5.     | 29     | 東京         | つばさ賞            | OP       | 16    | 1     | 2     | 2.5             | （1人）         | 08着 | 安藤勝己       | 55        | ダ1400m（不） | 1:23.9 (37.2)     | 0.2       | トーホウオルビス     |

## 種牡馬時代
2015年に産駒がデビュー。
2017年以降種付けは休養、2019年8月5日死亡した。
産駒は主に地方競馬で走っており、コンスタントに重賞に勝利している。中央競馬の重賞は2019年にヴェンジェンスがみやこステークスを、2021年にメイショウカズサがプロキオンステークスに勝利している。また、カジノフォンテンが交流GIの川崎記念とかしわ記念に勝利している。

### 主な産駒
太字はGI・JpnI競走。
- 2013年産
  - ストレートアップ（2015年ブリーダーズゴールドジュニアカップ）
  - ティアップリバティ（2018年大高坂賞、福永洋一記念、高知県知事賞）
  - サンマルドライヴ（2018年如月賞）
  - ヴェンジェンス（2019年みやこステークス）
- 2014年産
  - オヒナサマ（2017年花吹雪賞）
  - ロトスキャンダル（2017年夏至賞）
  - ビービースペース（2017年ひまわり賞）
  - ウノピアットブリオ（2019年中島記念、2020年佐賀王冠賞）
  - ノーブルサターン（2021年梅見月杯、2022年トウケイニセイ記念、桐花賞、2023年シアンモア記念、北上川大賞典、トウケイニセイ記念、桐花賞）[16]
- 2015年産
  - アウトスタンディン（2018年黒潮菊花賞）
- 2016年産
  - ラプラス（2018年ハイセイコー記念）
  - カジノフォンテン（2020年・2021年京成盃グランドマイラーズ、勝島王冠、2021年川崎記念、かしわ記念、2025年ゴールドスプリント）
- 2017年産
  - テーオーブルベリー（2019年ラブミーチャン記念、2020年のじぎく賞）
  - メイショウカズサ（2021年プロキオンステークス、白山大賞典、浦和記念）
- 2018年産
  - シビックドライヴ（2020年サンライズカップ）
  - マッドルーレット（2025年マーチカップ、トリトン争覇）

## 血統
| カジノドライヴの血統シアトルスルー系 / アウトブリード | カジノドライヴの血統シアトルスルー系 / アウトブリード | カジノドライヴの血統シアトルスルー系 / アウトブリード | （血統表の出典）     | （血統表の出典） |
| 父 Mineshaft 1999 黒鹿毛                              | 父の父A.P. Indy 1989 黒鹿毛                           | Seattle Slew                                          | Bold Reasoning       | Bold Reasoning   |
| 父 Mineshaft 1999 黒鹿毛                              | 父の父A.P. Indy 1989 黒鹿毛                           | Seattle Slew                                          | My Charmer           |                  |
| 父 Mineshaft 1999 黒鹿毛                              | 父の父A.P. Indy 1989 黒鹿毛                           | Weekend Surprise                                      | Secretariat          | Secretariat      |
| 父 Mineshaft 1999 黒鹿毛                              | 父の父A.P. Indy 1989 黒鹿毛                           | Weekend Surprise                                      | Lassie Dear          |                  |
| 父 Mineshaft 1999 黒鹿毛                              | 父の母Prospectors Delite 1989 鹿毛                    | Mr. Prospector                                        | Raise a Native       | Raise a Native   |
| 父 Mineshaft 1999 黒鹿毛                              | 父の母Prospectors Delite 1989 鹿毛                    | Mr. Prospector                                        | Gold Digger          |                  |
| 父 Mineshaft 1999 黒鹿毛                              | 父の母Prospectors Delite 1989 鹿毛                    | Up the Flagpole                                       | Hoist the Flag       | Hoist the Flag   |
| 父 Mineshaft 1999 黒鹿毛                              | 父の母Prospectors Delite 1989 鹿毛                    | Up the Flagpole                                       | The Garden Club      |                  |
| 母 Better Than Honour 1996 鹿毛                       | 母の父Deputy Minister 1979 黒鹿毛                     | Vice Regent                                           | Northern Dancer      | Northern Dancer  |
| 母 Better Than Honour 1996 鹿毛                       | 母の父Deputy Minister 1979 黒鹿毛                     | Vice Regent                                           | Victoria Regina      |                  |
| 母 Better Than Honour 1996 鹿毛                       | 母の父Deputy Minister 1979 黒鹿毛                     | Mint Copy                                             | Bunty's Flight       | Bunty's Flight   |
| 母 Better Than Honour 1996 鹿毛                       | 母の父Deputy Minister 1979 黒鹿毛                     | Mint Copy                                             | Shakney              |                  |
| 母 Better Than Honour 1996 鹿毛                       | 母の母Blush with Pride 1979 栗毛                      | Blushing Groom                                        | Red God              | Red God          |
| 母 Better Than Honour 1996 鹿毛                       | 母の母Blush with Pride 1979 栗毛                      | Blushing Groom                                        | Runaway Bride        |                  |
| 母 Better Than Honour 1996 鹿毛                       | 母の母Blush with Pride 1979 栗毛                      | Best in Show                                          | Traffic Judge        | Traffic Judge    |
| 母 Better Than Honour 1996 鹿毛                       | 母の母Blush with Pride 1979 栗毛                      | Best in Show                                          | Stolen Hour F-No.8-f |                  |

### 血統背景
父マインシャフトは遅咲きながら、アメリカの年度代表馬に輝いた。母ベターザンオナーはアメリカG3の勝ち馬で、繁殖入り後はベルモントステークス勝馬のジャジル（父シーキングザゴールド）、同じくベルモントステークスなどG1競走4勝のラグズトゥリッチズ（父エーピーインディ）の2頭のG1競走優勝馬のほか、2009年のブリーダーズカップ・マラソン優勝馬マンオブアイアン（父ジャイアンツコーズウェイ）を輩出。当馬とあわせて4頭の重賞優勝馬の母となっている。